# برناديت فان روي
برناديت فـان روي هي منافسة ألعاب القوى بلجيكية، ولدت في 10 سبتمبر 1948.

## وصلات خارجية
- برناديت فـان روي على موقع الاتحاد الدولي لألعاب القوى (الإنجليزية)
- برناديت فـان روي على موقع أوليمبيديا (الإنجليزية)